# Hestia

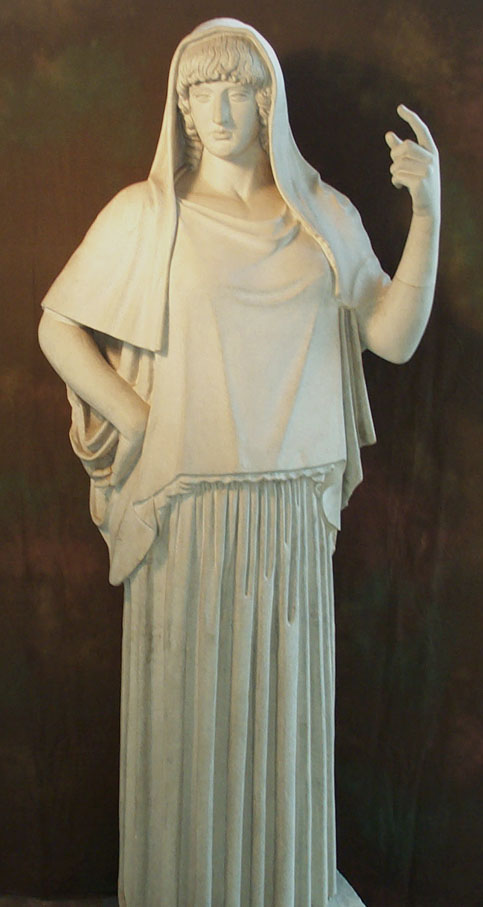
La Hestia Giustiniani es una de las pocas representaciones de esta divinidad. Se conserva en el Museo Torlonia de Roma.

En la mitología griega, Hestia (griego clásico, Ἑστία; griego moderno, Ἑστία; latín, Hestia) era una de las diosas olímpicas. Hestia es, ni más ni menos, un nombre común, ἑστία, el «hogar», y en ese sentido es la diosa y personificación del hogar. No es, por tanto, una deidad originalmente antropomorfa, y de ahí que apenas tenga una mitología propia. Homero no la menciona pero Hesíodo la introdujo en el panteón olímpico como la hija primogénita de Crono y Rea. Su culto se estableció como una divinidad del fuego del hogar, el centro de la vida familiar. La gloria de Hestia consiste en que es la única de los grandes olímpicos que nunca interviene en guerras o disputas. Heródoto la asocia a la diosa escita Tabiti, «la ardiente». Su nombre romano es Vesta, y también se la identificaba con la diosa Fornax. Como primogénita Hestia obtuvo sus dignidades: 
«Hestia, tú que, en las excelsas moradas de todos los dioses inmortales y de los hombres que caminan por la tierra, te ganaste un sitial perpetuo como honra de primogénita y obtuviste así una hermosa recompensa y honor. Pues sin ti no hay banquetes entre los mortales, en que el que los comienza no haga libación de vino dulce como la miel, en honor tuyo, Hestia, el primer lugar, y el último». 
Según la antigua tradición griega, Hestia, junto con cuatro de sus cinco hermanos, fue devorada por su propio padre, Cronos, cuando era un bebé, debido a su miedo a ser derrocado por uno de sus vástagos, y sólo fue liberada cuando su hermano menor Zeus obligó a su padre a vomitar a los niños que se había comido. Cronos y el resto de los Titanes fueron expulsados, y Hestia se convirtió entonces en uno de los dioses olímpicos, los nuevos gobernantes del cosmos, junto a sus hermanos y hermanas. Tras el establecimiento del nuevo orden y a pesar de su estatus, Hestia se retira del protagonismo en la mitología, con escasas y parcas apariciones en los relatos. Al igual que Atenea y Artemisa, Hestia optó por no casarse nunca y permanecer como una eterna diosa virgen, cuidando siempre del hogar del Olimpo.
A pesar de su limitada mitología, Hestia siguió siendo una diosa muy importante en la antigua sociedad griega. La costumbre griega exigía que, como diosa del fuego de los sacrificios, Hestia recibiera la primera ofrenda en cada sacrificio doméstico. En el ámbito público, el hogar del Pritaneo funcionaba como su santuario oficial. Cada vez que se establecía una nueva colonia, una llama del hogar público de Hestia en la ciudad madre era llevada al nuevo asentamiento.

## Orígenes y etimología
El nombre de Hestia significa "hogar, chimenea, altar". Procede de la raíz PIE *wes, "quemar" (en última instancia de {{h₂wes-}} "habitar, pasar la noche, quedarse"). Se refiere por tanto al oikos: vida doméstica, hogar, casa o familia. Burkert afirma que una «forma primitiva del templo es la casa hogar; los templos primitivos de Dreros y Prinias en Creta son de este tipo, como lo es de hecho el templo de Apolo en Delfos, que siempre tuvo su hestia interior».  La gran sala micénica (megaron), como la sala de Homero de Odiseo en Ítaca, tenía un hogar central. Asimismo, el hogar del Pritaneo griego posterior era el centro ritual y secular de la comunidad y el gobierno. El nombre de Hestia la convierte así en una personificación del hogar y su fuego, un símbolo de la sociedad y la familia, que también denota autoridad y realeza. Los jonios y los dorios dicen histiô (dar hospitalidad) e histía (hogar), con «i». En Hesíodo se encuentra «el que no tiene casa (ánoikos)» y también hace referencia a la diosa de forma corpórea.

## Mitología

### Origen

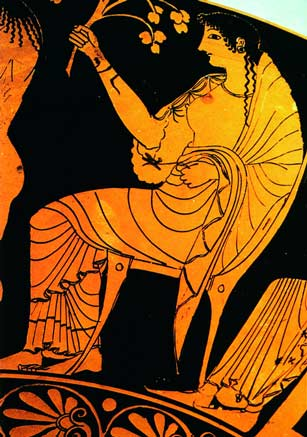
Hestia sosteniendo una rama de árbol casto, figura roja kylix, atribuida a Oltos, Museo Nacional de Tarquinia

Hestia es una diosa de la primera generación olímpica. Es la hija mayor de los titanes Rea y Crono, y hermana de Deméter, Hades, Hera, Poseidón y Zeus. Inmediatamente después de su nacimiento, Crono se tragó a todos sus hijos (Hestia fue la primera en ser engullida) excepto al último y más joven, Zeus, que fue salvado por Rea. En cambio, Zeus obligó a Crono a repudiar a sus hermanos y los condujo a una guerra contra su padre y los demás Titanes. Como «la primera en ser devorada... y la última en ser entregada de nuevo», Hestia es, por tanto, tanto la hija mayor como la menor; esta inversión mítica se encuentra en los Himno homérico a Afrodita (700 a. C.).
Zeus asignó a Hestia el deber de alimentar y mantener los fuegos del hogar olímpico con las porciones grasas y combustibles de los sacrificios de animales a los dioses. Donde quiera que se cocinara comida, o se quemara una ofrenda, ella tenía así su parte de honor; también, en todos los templos de los dioses, ella tiene una parte de honor; «entre todos los mortales se la tiene por la más venerable entre las diosas».

### Diosa virgen
El papel de diosa virgen es expresado en el Homérico Himno a Afrodita, a saber: «Tampoco a la veneranda virgen le agradan las acciones de Afrodita, a Hestia, a la que engendró la primera Crono, el de curva hoz, y después la última, según el designio de Zeus egidífero; la augusta deidad a la que pretendían Poseidón y Apolo. Pero ella no consentía en absoluto, sino que los rechazó con firmeza y pronunció un solemne juramento, que, en efecto, se ha cumplido, tocando la cabeza del padre Zeus egidifero: que sería virgen el resto de sus días, divina entre las diosas. El padre Zeus le concedió un hermoso privilegio en vez de las bodas, así que ella se asentó en el centro del hogar, recibiendo así la grasa de las ofrendas».

### Estatus y atributos
En Atenas, "en tiempos de Platón", señala Kenneth Dorter"había una discrepancia en la lista de los doce dioses principales, en cuanto a si Hestia o Dioniso estaban incluidos con los otros once. En el altar que se les dedicaba en el ágora, por ejemplo, figuraba Hestia, pero en el friso oriental del Partenón figuraba Dioniso". Sin embargo, el hogar era inamovible, y "no hay ninguna historia de que Hestia "haya sido jamás removida de su morada fija". Burkert comenta que "Dado que el hogar es inamovible, Hestia es incapaz de tomar parte incluso en la procesión de los dioses, y mucho menos en las otras payasadas de los olímpicos". Robert Graves, reinterpretando este episodio que no aparece en ninguna fuente de la mitología clásica, dice que «finalmente, después de establecer su culto en todo el mundo, Dioniso subió al Cielo y ahora se sienta a la derecha de Zeus como uno de los Doce Grandes. La modesta diosa Hestia, renunció a su asiento en la alta mesa en su favor, feliz de tener una excusa para eludir las reyertas por celos de su familia y sabiendo que siempre podía contar con una acogida tranquila en cualquier ciudad griega que le apeteciese visitar».  En el Fedro, Platón hace a Zeus el jefe de los doce dioses, mientras que «sólo Hestia permanece en las mansiones de los dioses».

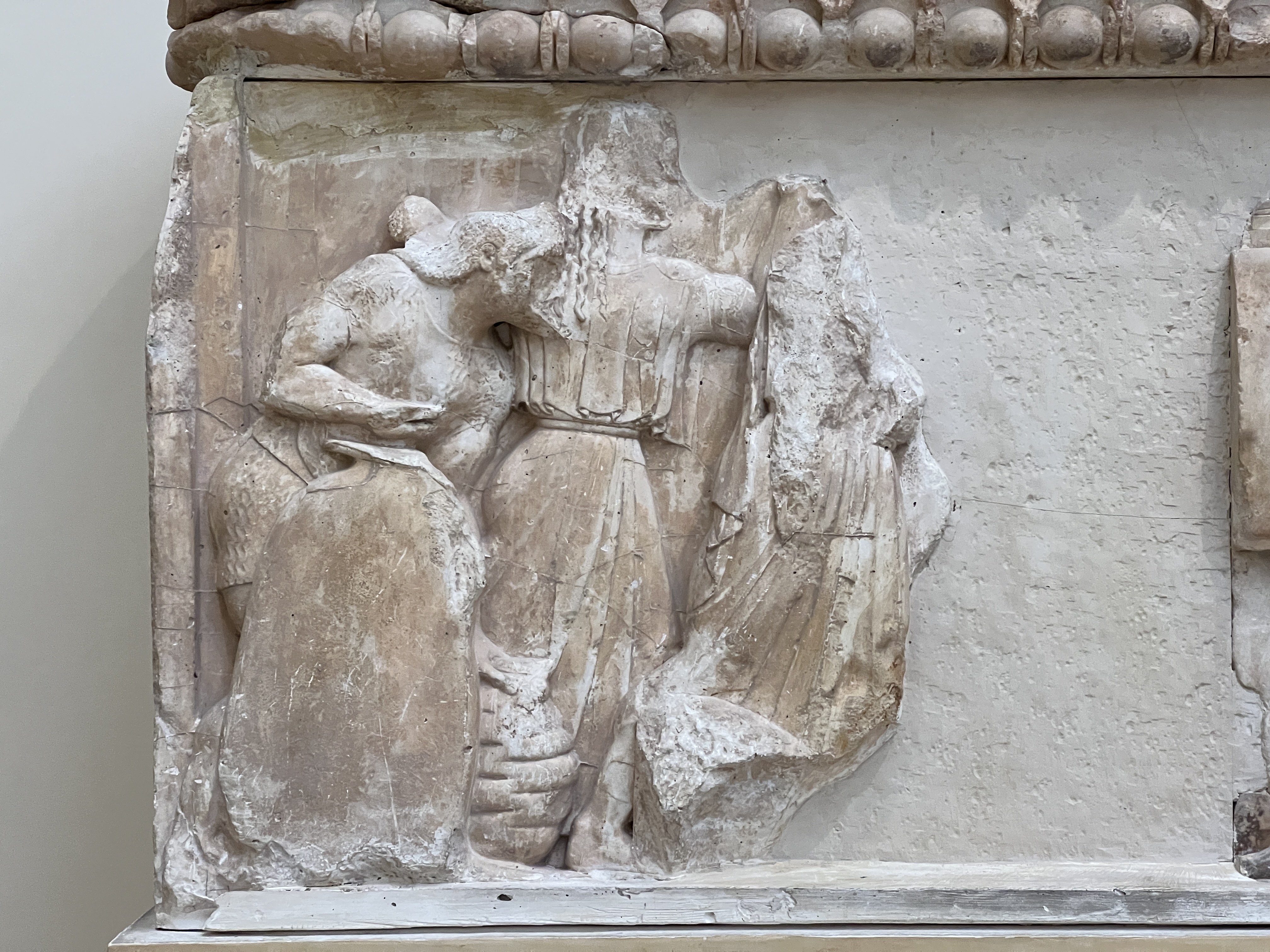
Hestia (?) en el friso norte del Tesoro de Sifni, siglo VI a.C., Museo Arqueológico de Delfos, Grecia.

Tradicionalmente, Hestia está ausente de las representaciones antiguas de los Gigantomaquia, ya que es ella quien debe mantener encendidos los fuegos del hogar cuando los otros dioses están ausentes. No obstante, su posible participación en la lucha contra los Gigantes se evidencia a partir de una inscripción en el friso norte del Tesoro Sifnio en Delfos; Brinkmann (1985) sugiere que los trazos de las letras de una de las dos diosas situadas junto a Hefesto se restituyan como "Hestia", aunque otras posibles candidatas incluyen a Deméter y Perséfone, o a dos de las tres Fatas. 
Su estatus mitográfico como primogénita de Rea y Cronos parece justificar la tradición en la que se hace una pequeña ofrenda a Hestia antes de cualquier sacrificio ("Hestia es lo primero"), aunque esto no era universal entre los griegos. En la Odisea 14, 432-436, el leal porquero Eumeo comienza el festín para su amo Odiseo arrancando mechones de la cabeza de un jabalí y arrojándolos al fuego con una plegaria dirigida a todos los poderes, luego trinchó la carne en siete porciones iguales: "una la apartó, elevando una plegaria a las ninfas del bosque y a Hermes, hijo de Maya."
Hestia se identifica con el hogar como objeto físico, y con las abstracciones de comunidad y domesticidad, en contraste con el fuego de la fragua empleado en herrería y metalurgia, competencia del dios Hefesto. En el arte griego clásico, a veces se la representa como una mujer simple y modestamente cubierta con un velo. A veces aparece con un bastón en la mano o junto a una gran hoguera. Se sienta en un sencillo trono de madera con un cojín de lana blanca y, según Robert Graves, "no se preocupaba de elegir un emblema para sí misma". Su animal de sacrificio asociado era un cerdo doméstico.

### Descendencia
Diodoro Sículo es el único autor en concederle descendencia a Hestia. Dice que según Evémero Hestia fue la esposa de Urano y madre de Titán, Crono, Rea y Deméter. Cornuto, jugando con la etimología de su nombre, cree que el teónimo Hestia se refiere simplemente a la diosa de la tierra.

## Nacimiento y naturaleza de la diosa
Era la hija primogénita de los titanes Cronos y Rea, y la primera en ser devorada por su padre al nacer; por lo que fue la última expulsada del cuerpo de su padre cuando Zeus le entregó el vomitivo. Tras la guerra contra los Titanes, Poseidón y Apolo fueron a pedirle matrimonio a su mansión, pero juró sobre la cabeza de Zeus que ella permanecería siempre virgen, evitando así la primera disputa entre dioses olímpicos. El rey de los dioses le correspondió cediéndole la primera víctima de todos los sacrificios públicos y los lugares preeminentes de todas las casas. Por otra parte, un pasaje de Diodoro Sículo dice que Hestia inventó el modo de construir las casas. Otros dicen que Hestia fue una de las seis diosas que no se involucraron en las luchas entre titanes y por ello fue aliada tanto con los titanes como los olímpicos. Hesíodo dice que durante la Titanomaquia lucharon tanto los varones como las hembras de cada bando.

## Himnos homéricos y Platón
Homero no cita a Hestia ni en la Ilíada ni en la Odisea. Sí aparece en algunos Himnos homéricos. En uno de ellos aparece una invocación conjunta a Hestia y a Hermes. En otro, se muestra la importancia del fuego sagrado en el templo de Apolo de Delfos y en otro se indica que Afrodita fue una diosa cuyo comportamiento siempre desaprobó y no hubo ninguna ocasión en que esta pudiera convencer o engañar para que la virginal Hestia se permitiese un devaneo amoroso.
En el diálogo Fedro, Platón describe cómo Zeus divide a todos los dioses, semidioses y criaturas divinas en escuadrones capitaneados por un dios olímpico. Sin embargo, Hestia se queda sola en la morada de los dioses.
También es mencionada en el "Cratilo" como la diosa que se invoca antes que todos los demás en los sacrificios. Eso explica, según Platón, que su nombre esté etimológicamente vinculado con la palabra "esencia".

## Culto
A Hestia, como personificación del fuego del hogar, se la veneraba en todos los hogares particulares. También tenía su lugar de culto en los templos de los demás dioses y, además, en los pritaneos, donde se encontraba el hogar común de las ciudades. Se la invocaba, y se le ofrecían sacrificios y libaciones antes que a los demás dioses.
En los pritaneos, situados en el centro de las ciudades, se recibía a los embajadores extranjeros y acudían los suplicantes a refugiarse junto al fuego sagrado. Cuando los habitantes de una polis partían para colonizar otras tierras, portaban una antorcha con el fuego del altar de Hestia, prendiendo con él el nuevo altar en la colonia, como símbolo de unión con la metrópoli. Si este fuego se apagaba, no podía volver a ser encendido con medios tradicionales, sino que se establecía un rito sagrado y se encendía uno nuevo mediante fricción o con cristales calentados al sol.
Tal vez porque a Hestia se la veneraba en los templos de otros dioses, en la Antigua Grecia no se conocen muchos templos dedicados especialmente a ella. Pausanias describe un santuario suyo en Hermíone, aunque también menciona su culto en Esparta y representaciones de la diosa en el pritaneo de Atenas, en el Anfiareo de Oropo y en el templo de Zeus de Olimpia. También indica que los eleos realizaban sacrificios a Hestia en primer lugar. Otros lugares donde diferentes fuentes literarias mencionan que se la veneraba eran Delfos, Ténedos, Naxos y Larisa.
A su equivalente romana, Vesta, se le rendía culto en un templo de especial importancia. Según la tradición, el hijo de Rómulo, Numa Pompilio instauró la institución de las vestales y edificó el templo redondo de Vesta. Allí se conservaba el fuego perpetuo y se custodiaba lo que se creía que era el mítico paladión.